# Amr Diab
Amr Diab, voluit Amr Abd-elBasset Abd-el-Aziz Diab (Arabisch: عمرو عبد الباسط عبد العزيز دياب) is een op 11 oktober 1961 geboren Egyptische zanger en componist van Al-Jil- of Al-Jeel-muziek. Hij is een van de populairste zangers van het Midden-Oosten. Diab is de bestverkopende in het Arabisch zingende artiest ooit volgens Let's Go Egypt. Hij won viermaal de World Music Award voor bestverkopende artiest uit het Midden-Oosten, in 1998, 2002, 2007 en 2009.
Diab staat bekend als de Vader van de Mediterrane muziek. Hij heeft zijn eigen stijl ontwikkeld als een mengeling van Arabische en Westerse invloeden.

## Muzikale carrière
In 1983 heeft Diab zijn eerste studioalbum Ya Tariq uitgebracht. Hij heeft in de periode 1984-1987 nog drie albums uitgebracht. In 1988 bracht Diab het nummer Majaal uit, dat een groot succes was in het gehele Midden-Oosten. Men beschouwt het nog altijd als een van de beste en meest succesvolle nummers van Diab. De productie, het arrangement en de mixage van het nummer waren in handen van een aantal Duitse muzikanten.
Diab verkreeg bekendheid vanwege zijn vernieuwende stijl van pan-Mediterrane Arabische muziek, waarin hij elementen van flamenco, rai en westerse pop mengde met traditionele Arabische ritmes.
Het nummer Habibi, Arabisch voor Mijn lieveling van het album Nur El-Ain uit 1996 werd een wereldhit met vele remixes. Sindsdien heeft Diab continu aan de top gestaan van de Arabische muziekscene en heeft hij alle delen van het Mediterrane gebied bereikt met zijn muziek.
Hij zong het duet Qalbi met de Algerijnse zanger Khaled en de duetten Ana Bahibak Aktar en Eleos met de Griekse zangeres Angela Dimitriou.
Het nummer "Tamalli Maak" van het album uit 2000 werd een groot succes.
Het album Laili Nahari uit 2004 werd zijn grootste succes, het stond bovenaan de hitlijsten in de gehele Arabische wereld.
Het album El Laila De kwam uit in de zomer van 2007 en stond 22 weken in de hoogste regionen van de Arabische hitlijsten. Diab ontving een World Music Award voor bestverkopende artiest uit het Midden-Oosten voor dit album.
Medio 2009 bracht Diab het nieuwe album Wajah uit. Volgens platenmaatschappij Virgin waren er in enkele dagen 3 miljoen exemplaren van verkocht. In hetzelfde jaar verwierf hij 4 nominaties en won hij 3 prijzen bij de African Music Awards 2009, waarvan de uitreiking op 17 oktober 2009 in Londen plaatsvond. Hij won de prijzen voor beste artiest van het jaar, beste song van het jaar en beste mannelijke zanger. world music award middle east 2009 " wayah "

## Filmcarrière
Diab heeft rollen gespeeld in diverse Egyptische films, onder meer samen met Omar Sharif. Als acteur was Diab echter minder succesvol dan als zanger en hij heeft zich dan ook vanaf 1993 uitsluitend toegelegd op zijn muzikale carrière.

## Discografie
Arabische titels van Amr's albums in transliteratie met Nederlandse vertaling
- banadik ta'ala (ik roep je, kom) (2011)
- Aslaha Btefre2 (want het maakt uit) (2010)
- Wayah (Bij haar) - (2009)
- El Laila De (Deze nacht) (2007)
- Kammel Kalamak (Blijf spreken) (2005)
- Greatest Hits (1996-2003) (2005)
- Laili Nahari (Cd-Single) (2004)
- Laili Nahari (Mijn nacht, mijn dag) (2004)
- Greatest Hits (1986-1995) (2004)
- Allem Albi (Leer het mijn hart) (2003)
- Aktar Wahid (De ene grootste) (2001)
- Tamalli Maak (Altijd bij jou) (2000)
- Amarein (Twee manen) (1999)
- The Best Of Amr Diab (1999)
- Aweduni (Zij hebben mij laten wennen) (1998)
- Nur El-'Ain (Het licht van het oog) (1996)
- Ragain (We komen terug) (1995)
- Zekrayat (Herinneringen) (1994)
- Wa Ilomooni (En ze nemen het mij kwalijk) (1994)
- Ya Omrena (Ons leven) (1993)
- Ice Cream fi Gleam (IJscrème in "gleam") (1992)
- Ajamna (Onze dagen) (1992)
- Habibi (Mijn lieveling) (1991)
- Matkhafish (Maak je geen zorgen) (1990)
- Shawaana (Jou missend) (1989)
- Mayyal (Verliefd) (1988)
- Ya Helwa (Knapperd) (1988)
- Khalsin (We zijn gelijk) (1987)
- Hala Hala (Welkom, welkom) (1986)
- We Mnin Agib Nas (Bij wie moet ik klagen?) (1985)
- Ghanny Men Albak (Zing vanuit je hart) (1984)
- Ya Tariq (De weg) (1983)